# Walter Veltroni
Walter Veltroni (født 3. juli 1955) er en italiensk politiker, som var leder af Partito Democratico, og som var borgmester i Rom fra 2001 til 2008.